# Шпитальский, Евгений Иванович
Евгений Иванович Шпитальский (1879—1931) — советский физикохимик и электрохимик, профессор МГУ. Член-корреспондент АН СССР (1929).

## Биография
Родился 16 (28) сентября 1879 года в семье губернского секретаря Интендантского управления Кавказского округа (Ардаган Карской области, ныне Турция). Начинал обучение в Тифлисской классической гимназии, окончил в 1898 году с серебряной медалью Эриванскую гимназию. Поступил на естественное отделение физико-математического факультета Московского университета, которое окончил в 1904 году с дипломом 1-й степени.
После окончания университета по ходатайству научного руководителя И. А. Каблукова был оставлен при кафедре химии для приготовления к профессорскому званию. В 1905—1907 годах совершенствовал образование за границей: сначала в Канне (Франция), затем в Германии — у Л. Гаттермана во Фрайбургском и у Г. Бредига в Гейдельбергском университетах.
В 1907 году был утверждён сверхштатным лаборантом лаборатории неорганической и физической химии. В 1910 году на физико-математическом факультете начал работать постоянный практикум по физической химии под его руководством, положивший начало физико-химической школе Московского университета. С 1913 года Е. И. Шпитальский — приват-доцент, начал читать на физико-математическом факультете курс «Специальные научные работы в области катализа и электрохимии». В течение некоторого времени читал также курс «Избранные главы неорганической химии»; 14 октября 1918 года был утверждён профессором Московского университета. Его учениками были Н. Н. Петин, Э. Ф. Краузе, Н. И. Кобозев, Н. И. Некрасов, Е. А. Шилов.
В 1925—1926 годах заведовал лабораторией физической химии. В 1927 году одновременно исполнял обязанности заведующего отделом ядовитых веществ в Карповском институте.
В январе 1929 года по рекомендации В. Н. Ипатьева и Н. С. Курнакова Шпитальский был избран членом-корреспондентом АН СССР, а менее чем через месяц он был арестован, лишён всех званий и исключён из Московского университета. По воспоминаниям В. Н. Ипатьева, существовало несколько возможных причин для этого ареста. Это могли быть «антисоветская агитация», измена родине (Е. И. Шпитальский пытался получить в Германии патент на изготовление взрывчатых веществ из солей хлорной кислоты, а также на способ производства фосгена) и непомерно большое вознаграждение за строительство двух заводов в Самаре. Так или иначе, но закрытый суд приговорил Е. И. Шпитальского к расстрелу, однако затем расстрел был заменён на 10-летнее заключение в одиночной камере. Тем не менее, во время заключения Е. И. Шпитальский продолжал руководить строительными работами на Ольгинском заводе, куда он должен был ежедневно ездить из тюрьмы.
Умер 23 ноября 1931 года от инфаркта.
Был реабилитирован 27 октября 1957 года постановлением Военной коллегии Верховного Суда СССР; 28 июня 1957 года восстановлен в АН СССР постановлением Президиума АН СССР.

## Научная деятельность
Уже в 1907 году Е. И. Шпитальский открыл каталитические реакции (в частности, разложение перекиси водорода в кислой среде) с «аномальной кинетикой»; выступал с докладом на 1-м Менделеевском съезде. В середине 1920-х годов ему удалось разработать общий вариант количественной теории промежуточных соединений, учитывающий образование нескольких промежуточных комплексов «катализатор-субстрат». Позже он показал, что общая скорость каталитического процесса обусловлена концентрацией таких комплексов, а также выделил промежуточные продукты в каталитических реакциях.
В 1911 году Е. И. Шпитальский открыл явление электрополировки металлов, позволяющее получать идеально гладкие поверхности металлов. В конце 1920-х годов он создал теорию водородного перенапряжения на ртути и других металлах и кислородного перенапряжения на платиновом аноде.
Е. И. Шпитальский занимался также решением различных практических вопросов, в частности, предложил способ получения свинцовых белил и метод консервации фруктов при помощи сернистой кислоты. Он также разрабатывал способы получения хлоратных и перхлоратных порохов, промышленного получения отравляющих веществ (фосгена и иприта).
Е. И. Шпитальский состоял членом Русского физико-химического общества, Общества любителей естествознания, антропологии и этнографии. Лауреат премии им. В. П. Мошнина Общества любителей естествознания за работы «О катализе перекиси водорода в гомогенной среде», «О состоянии хромовой кислоты и хроматов в водном растворе», «Об анодной поляризации и пассивности серебра и других металлов в растворах их комплексных цианистых солей».